# Poecilia
Cá mô ly (Danh pháp khoa học: Poecilia) là một chi cá trong Họ Cá khổng tước. Nhiều loài trong chi này được sử dụng để làm các loài cá cảnh. Cá mô ly trên thị trường khá hiếm gặp dạng thuần chủng, cá có nguồn gốc từ các loài: Poecilia latipinna, Poecilia sphenops, Poecilia velifera...

## Các loài
Hiện hành có 40 loài được ghi nhận trong chi này.
- Poecilia boesemani Poeser, 2003
- Poecilia butleri D. S. Jordan, 1889 (Pacific molly)
- Poecilia catemaconis R. R. Miller, 1975 (Catemaco molly)
- Poecilia caucana (Steindachner, 1880) (Cauca molly)
- Poecilia caudofasciata (Regan, 1913)
- Poecilia chica R. R. Miller, 1975 (dwarf molly)
- Poecilia dauli M. K. Meyer & Radda, 2000
- Poecilia dominicensis (Evermann & H. W. Clark, 1906)
- Poecilia elegans (Trewavas, 1948) (elegant molly)
- Poecilia formosa (Girard, 1859) (Amazon molly)
- Poecilia gillii (Kner, 1863)
- Poecilia hispaniolana Rivas, 1978 (Hispaniola molly)
- Poecilia hondurensis Poeser, 2011
- Poecilia kempkesi Poeser, 2013[1]
- Poecilia koperi Poeser, 2003
- Poecilia kykesis Poeser, 2002
- Poecilia latipinna (Lesueur, 1821) (sailfin molly)
- Poecilia latipunctata Meek, 1904 (broadspotted molly)
- Poecilia marcellinoi Poeser, 1995
- Poecilia maylandi M. K. Meyer, 1983 (Balsas molly)
- Poecilia mechthildae M. K. Meyer, Etzel & Bork, 2002
- Poecilia mexicana Steindachner, 1863 (shortfin molly)
- Poecilia nicholsi (G. S. Myers, 1931)
- Poecilia obscura Schories, M. K. Meyer & Schartl, 2009
- Poecilia orri Fowler, 1943 (mangrove molly)
- Poecilia parae C. H. Eigenmann, 1894
- Poecilia petenensis Günther, 1866 (Peten molly)
- Poecilia reticulata W. K. H. Peters, 1859 (guppy)
- Poecilia rositae M. K. Meyer, K. Schneider, Radda, B. Wilde & Schartl, 2004[2]
- Poecilia salvatoris Regan, 1907 (Liberty molly)
- Poecilia sarrafae Bragança & W. J. E. M. Costa, 2011
- Poecilia sphenops Valenciennes, 1846 (black molly)
- Poecilia sulphuraria (Álvarez, 1948) (sulphur molly)
- Poecilia teresae D. W. Greenfield, 1990 (mountain molly)
- Poecilia vandepolli van Lidth de Jeude, 1887
- Poecilia velifera (Regan, 1914) (sailfin molly)
- Poecilia vivipara Bloch & J. G. Schneider, 1801
- Poecilia waiapi Bragança, W. J. E. M. Costa & Gama, 2012
- Poecilia wandae Poeser, 2003
- Poecilia wingei Poeser, Kempkes & Isbrücker, 2005 (Endler's livebearer)[3]